# Таскалинський район
Таскали́нський район (каз. Тасқала ауданы, рос. Таскалинский район) — адміністративна одиниця у складі Західноказахстанської області Казахстану. Адміністративний центр — село Таскала.

## Населення
Населення — 16348 осіб (2021; 17202 у 2009, 20645 у 1999, 21588 у 1989).

## Історія
В радянські часи район називався Каменським.

## Склад
До складу району входять 9 сільських округів:
| Поселення                       | Площа, км² | Населення, осіб (1989) | Населення, осіб (1999) | Населення, осіб (2009) | Населення, осіб (2021) | Центр      | Населені пункти |
| ------------------------------- | ---------- | ---------------------- | ---------------------- | ---------------------- | ---------------------- | ---------- | --------------- |
| Актауський сільський округ      | 665,47     | 1818                   | 1752                   | 1248                   | 1044                   | Актау      | 4               |
| Амагельдинський сільський округ | 514,12     | 1337                   | 1474                   | 1378                   | 1227                   | Амангельди | 2               |
| Достицький сільський округ      | 268,06     | 1250                   | 1245                   | 1054                   | 736                    | Достик     | 3               |
| Казахстанський сільський округ  | 1482,19    | 2302                   | 1985                   | 1204                   | 976                    | Атамекен   | 4               |
| Кощинський сільський округ      | 850,90     | 1683                   | 1269                   | 739                    | 618                    | Оян        | 2               |
| Мерейський сільський округ      | 906,99     | 2185                   | 2091                   | 1629                   | 1551                   | Мерей      | 5               |
| Мерекенський сільський округ    | 1250,79    | 1459                   | 1109                   | 829                    | 731                    | Мереке     | 2               |
| Таскалинський сільський округ   | 517,06     | 6880                   | 7618                   | 7731                   | 8446                   | Таскала    | 3               |
| Чижинський сільський округ      | 1612,47    | 2674                   | 2102                   | 1390                   | 1019                   | Чижа-2     | 3               |

## Найбільші населені пункти
| № | Населений пункт | Населення, осіб (1989) | Населення, осіб (1999) | Населення, осіб (2009) | Населення, осіб (2021) |
| - | --------------- | ---------------------- | ---------------------- | ---------------------- | ---------------------- |
| 1 | Таскала         | 6237                   | 7054                   | 7350                   | 8118                   |
| 2 | Амангельди      | 1067                   | 1171                   | 1165                   | 1226                   |

## Господарство

### Рекреація
Станом на 2025 рік в межах району існує 4 офіційних місця масового відпочинку, туризму та спорту на водних об'єктах та водогосподарських спорудах:
- комунальний пляж "Белые камушки" на річці Деркул в селі Таскала Таскалинського сільського округу;
- комунальний пляж "Абриф" на річці Чижа в селі Чижа-ІІ Чижинського сільського округу;
- комунальний пляж "Жигули" на річці Чижа в зимовці Жигулі Амангельдинського сільського округу;
- пляж табору "Шугыла" на річці Деркул в селі Таскала Таскалинського сільського округу.

## Відомі уродженці
- Чурілін Олексій Павлович (1916—1982) — льотчик-винищувач, Герой Радянського Союзу.